# 이바라키현 해역 지진

일본 해구 해역의 지진 구분도.

이바라키현 해역 지진(일본어: 茨城県沖地震, いばらきけんおきじしん)은 일본 이바라키현을 진원으로 일어나는 지진들을 의미한다.
이바라키현 해역에선 태평양판과 북아메리카판 사이 수렴대 지역에서 규모 M6.7-7.2의 지진이 자주 발생한다. 1920년대, 1943년, 1960년, 1982년, 2010년에 일어난 지진은 거의 비슷한 유형의 지진이며 진원역도 같은 것으로 추정된다. 이바라키현의 진원역에는 돌기가 최소 2개 있는 것으로 추정되며, 이 돌기가 동시에, 또는 특정 간격으로 파괴되어 지진이 일어나는 것으로 생각된다. 평균 지진 발생 간격은 21.9년이다.
이바라키현 해역의 일본 해구에선 태평양판이 일본 열도를 얹고 있는 북아메리카판 아래로 섭입해 가라앉고 있다. 이바라키현 남쪽에선 필리핀판이 사가미 해곡에서 태평양판, 북아메리카판에 끼어들어 섭입해 가라앉는 복잡한 구조의 지질을 가지고 있다. 이런 지질 구조로 이바라키현 해역은 지진이 잦은 곳이다.
도호쿠 지방 태평양 해역 지진의 진원역이었으며, 규모 M7.9의 최대여진이 일어났기도 했었다. 일본 지진조사연구추진본부에선 M7 이상의 여진이 일어날 가능성이 높다고 발표했다.

## 주요 지진
| 발생 일자       | 규모 | 비고                                            |
| --------------- | ---- | ----------------------------------------------- |
| 1896년 1월 9일  | M7.0 | 1896년 이바라키현 해역 지진                     |
| 1923년 6월 2일  | M6.8 | 1923년 이바라키현 해역 지진                     |
| 1924년 8월 15일 | M7.2 | 1924년 이바라키현 해역 지진                     |
| 1943년 4월 11일 | M6.7 | 1943년 이바라키현 해역 지진                     |
| 1961년 1월 16일 | M6.8 | 1961년 이바라키현 해역 지진                     |
| 1965년 9월 18일 | M6.7 | 1965년 이바라키현 해역 지진                     |
| 1982년 7월 23일 | M7.0 | 1982년 이바라키현 해역 지진                     |
| 2008년 5월 8일  | M7.0 | 2008년 이바라키현 해역 지진                     |
| 2011년 3월 11일 | M9.0 | 도호쿠 지방 태평양 해역 지진의 진원역에 속한다. |

## 기타 지진
이 목록의 지진은 진원이 이바라키현 해역이나, 일부 연구나 관점에 따라 이바라키현 해역 지진으로 포함하진 않는 지진들이다.
| 발생 일자       | 규모 | 비고                                                                  |
| --------------- | ---- | --------------------------------------------------------------------- |
| 1938년 5월 23일 | M7.7 | 1938년 이바라키현 해역 지진                                           |
| 2000년 7월 21일 | M6.4 | 2000년 이바라키현 해역 지진                                           |
| 2011년 3월 11일 | M7.9 | 2011년 이바라키현 해역 지진. 도호쿠 지방 태평양 해역 지진의 여진이다. |

## 같이 보기
- 후쿠시마현 해역 지진
- 지바현 동쪽 해역 지진
- 보소 해역 지진